# 프톨레마이오스 9세 라튀로스
프톨레마이오스 9세 소테르 2세 라튀로스(그리스어:Πτολεμαίος Θ' Σωτήρ Β' Λάθυρος, 영어:Ptolemy IX Soter II Lathyros, 기원전 143-139년 ~ 기원전 81년)는 고대 이집트 프톨레마이오스 왕조의 파라오이다. 아버지는 프톨레마이오스 8세 퓌스콘이며 어머니는 클레오파트라 3세이다. 동생인 프톨레마이오스 10세 알렉산드로스와 지속적으로 왕위다툼을 하였다. 여동생인 클레오파트라 4세, 그리고 클레오파트라 세레네 1세와 결혼했다. 프톨레마이오스 9세의 별칭인 라튀로스는 누에콩이라는 의미이다.

## 생애
기원전 116년 클레오파트라 3세는 남편 프톨레마이오스 8세 퓌스콘이 죽은 뒤 공동의 통치자로서 알렉산드로스를 지명하려고 했지만, 알렉산드리아의 시민들이 장자인 라튀로스의 옹립을 요구했기 때문에 어쩔 수 없이 라튀로스를 파라오로 삼았다. 그러나 클레오파트라 3세는 독재적으로 행동하는 라튀로스의 아내 클레오파트라 4세를 추방(기원전 115년)하는 등 라튀로스와의 대립이 깊어졌다. 그 후 라튀로스는 클레오파트라 5세 세레네와 재혼하였다.
기원전 110년 라튀로스가 클레오파트라 3세의 암살을 꾀하고 있다고 하여 폐위되고, 알렉산드로스가 파라오로 옹립되었다. 그러나 그 다음 해에는 알렉산드로스도 어머니와 대립하여 폐위되고, 다시 라튀로스가 파라오로 등극하였다. 그러나 기원전 107년 다시 어머니와의 대립이 생겨, 라튀로스는 키프로스에서 어머니에 대항하여 시리아 방면으로 진격했다. 클레오파트라 3세는 그 소식을 듣고 안티오코스 8세 그뤼포스와 동맹을 맺었다. 기원전 103년에 라튀로스의 아내 세레네는 이혼당했으며, 곧 그뤼포스의 아내가 되었다. 기원전 101년 알렉산드로스는 어머니를 암살하고 라튀로스와 화해하였다. 그리고 라튀로스의 딸인 베레니케 3세와 결혼하고 자신은 키프로스에 머물렀다.
기원전 88년 알렉산드로스가 죽자 라튀로스는 세 번째로 파라오로 복귀하고, 테베에서의 반란을 진압하였다. 그의 치세동안 외교적으로는 셀레우코스 제국의 내분에 개입하였으며, 로마의 간섭을 피하려고 노력하였다. 라튀로스가 죽자 그의 딸 베레니케 3세가 단독으로 통치하였다.

## 참조
- Ptolemy Soter II at LacusCurtius — (Chapter XI of E. R Bevan's House of Ptolemy, 1923)
- Ptolemy IX Lathyrus entry in historical sourcebook by Mahlon H. Smith
- Ptolemy IX (Soter) at Thebes 보관됨 2012-07-31 - 웨이백 머신 by Robert Ritner

| 전임 프톨레마이오스 8세 퓌스콘 (+클레오파트라 2세, 클레오파트라 3세) | 프톨레마이오스 왕조 프톨레마이오스 9세 라튀로스 (+클레오파트라 3세, 클레오파트라 4세) 1차 기원전 116년 - 기원전 110년 | 후임 프톨레마이오스 10세 알렉산드로스 (+클레오파트라 3세) |

| 전임 프톨레마이오스 10세 알렉산드로스 (+클레오파트라 3세) | 프톨레마이오스 왕조 프톨레마이오스 9세 라튀로스 (+클레오파트라 3세) 2차 기원전 109년 - 기원전 107년 | 후임 프톨레마이오스 10세 알렉산드로스 |

| 전임 프톨레마이오스 10세 알렉산드로스 | 프톨레마이오스 왕조 프톨레마이오스 9세 라튀로스 3차 기원전 88년 - 기원전 81년 | 후임 베레니케 3세 |